# Dean Butterworth
Dean Butterworth – perkusista grupy Good Charlotte, ur. 27 września 1976 roku w Rochdale, Lancashire, Anglia. W 2005 zastąpił odchodzącego od zespołu Chrisa Wilsona.
W wieku 10 lat wraz z rodziną przeniósł się do Stanów Zjednoczonych. Trzy lata później rozpoczął naukę gry na perkusji. Przed przyjściem do Good Charlotte grał w grupie Morrissey. Dean używa perkusji firmy Tama.